# Rivula
Rivula är ett släkte av fjärilar som beskrevs av Achille Guenée 1845. Rivula ingår i familjen nattflyn.

## Bildgalleri

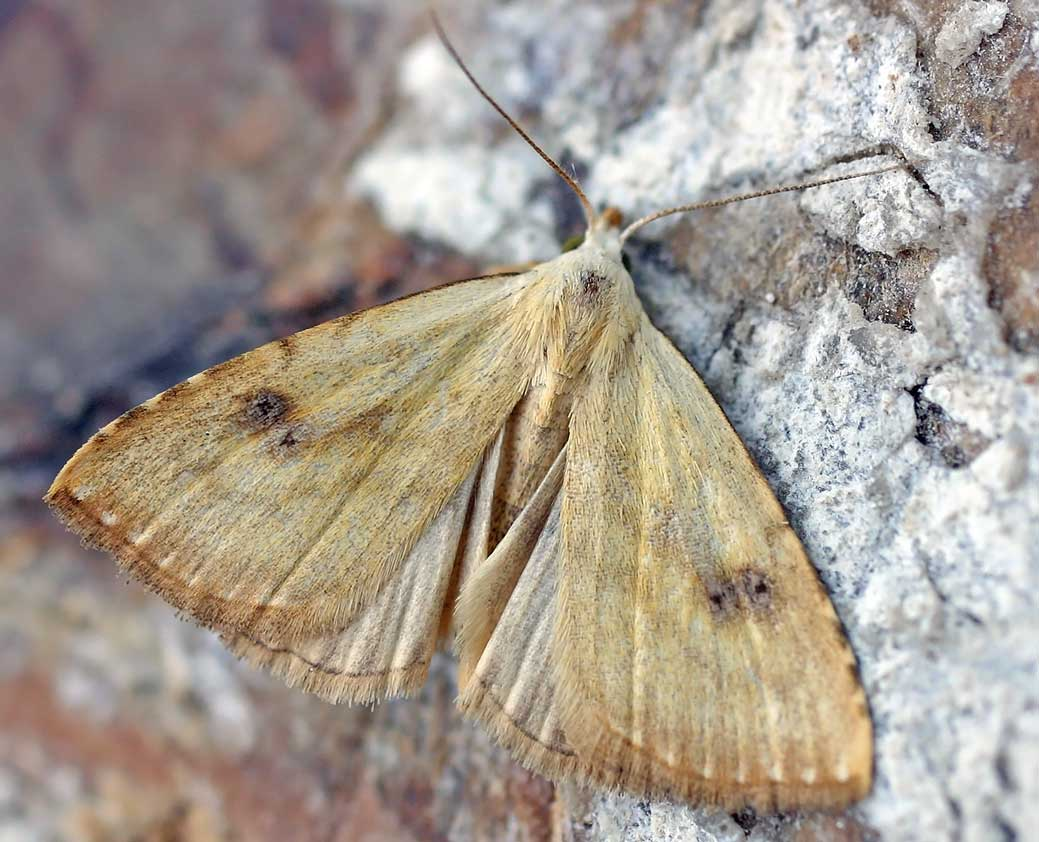

## Dottertaxa tillRivula, i alfabetisk ordning[1][2]
- Rivula aenictopis
- Rivula aequalis
- Rivula albistriga
- Rivula albolividalis
- Rivula anaemica
- Rivula anapsida
- Rivula apsidiphora
- Rivula arizanensis
- Rivula aroa
- Rivula asteria
- Rivula atimeta
- Rivula auripalpis
- Rivula barbipennis
- Rivula basalis
- Rivula biagi
- Rivula biatomea
- Rivula bicolorana
- Rivula bioculatis
- Rivula brunnea
- Rivula calamina
- Rivula caledonica
- Rivula catadela
- Rivula cognata
- Rivula concolor
- Rivula constellata
- Rivula continentalis
- Rivula costinotata
- Rivula craspisticta
- Rivula crassipes
- Rivula curvata
- Rivula curvifera
- Rivula curvilinea
- Rivula cyanepuncta
- Rivula cyclina
- Rivula dimorpha
- Rivula dipterygosoma
- Rivula dispar
- Rivula distincta
- Rivula distributa
- Rivula dubiosa
- Rivula dubitatrix
- Rivula endotricha
- Rivula erebina
- Rivula errabunda
- Rivula ethiopina
- Rivula everta
- Rivula expressa
- Rivula furcifera
- Rivula inconspicua
- Rivula innotabilis
- Rivula invertita
- Rivula laetior
- Rivula latipes
- Rivula lecana
- Rivula leucanioides
- Rivula leuconephra
- Rivula leucosticta
- Rivula limbata
- Rivula lophosoma
- Rivula lutea
- Rivula manuselensis
- Rivula maxwelli
- Rivula meeki
- Rivula microcyma
- Rivula microsticta
- Rivula modesta
- Rivula monorena
- Rivula munda
- Rivula nexalis
- Rivula nigripuncta
- Rivula niphodesma
- Rivula niveipuncta
- Rivula ochracea
- Rivula ochrea
- Rivula oenipontana
- Rivula ommatopis
- Rivula opalescens
- Rivula pallida
- Rivula parallela
- Rivula peruvensis
- Rivula plumipes
- Rivula polynesiana
- Rivula proleuca
- Rivula propinqualis
- Rivula pusilla
- Rivula rufescens
- Rivula securifera
- Rivula senna
- Rivula sericealis
- Rivula signata
- Rivula simulatrix
- Rivula sordida
- Rivula sororcula
- Rivula striatura
- Rivula subpunctata
- Rivula tanitalis
- Rivula trilineata
- Rivula unctalis
- Rivula venalis
- Rivula violetta